# Liga Ecuatoriana de Baloncesto Femenino
La Liga Ecuatoriana de Baloncesto Femenino es la máxima competición de clubes de Baloncesto femenino del Ecuador. La competición es organizada por la CLEB (Comisión de la Liga Ecuatoriana de Baloncesto) con el aval de la Federación Ecuatoriana de Basquetbol.

## Equipos 2013[2]
| Club                                | Ciudad    |
| ----------------------------------- | --------- |
| Mavort                              | Quito     |
| Universidad Tecnológica Equinoccial | Quito     |
| Universidad San Francisco de Quito  | Quito     |
| Club Fernandinos                    | Latacunga |
| Técnico Universitario               | Ambato    |
| Cosmos                              | Guaranda  |
| Uruguay                             | Guayaquil |
| Club Triple E                       | Cuenca    |

## Palmarés
| Temporada | Campeón                                  | Subcampeón              |
| --------- | ---------------------------------------- | ----------------------- |
| 2011      | Universidad Tecnológica Equinoccial      | Mavort                  |
| 2012      | Mavort                                   | Santa María - USFQ      |
| 2013      | Universidad Tecnológica Equinoccial      | Cosmos Guaranda         |
| 2014      | Santa María - Fuerza Amarilla            | Mavort                  |
| 2015      | Universidad Tecnológica Equinoccial      | Santa María             |
| 2016      | Uruguay - Universidad Estatal de Milagro | Santa María             |
| 2017      | Académicas del Deportivo Quito           | Leonas de Riobamba      |
| 2018      | Leonas de Riobamba                       | Lums                    |
| 2019      | No se disputó                            | No se disputó           |
| 2020      | Audaz Octubrino                          | Victoria Cogarol        |
| 2021      | Unión Deportiva Juvenil - Santa María    | Bocca Basketball        |
| 2022      | Aucas - Real Bolívar                     | Unión Deportiva Juvenil |
| 2023      | Ambato Soldiers                          | Unión Deportiva Juvenil |
| 2024-2025 | Unión Deportiva Juvenil                  | Santa María             |